# Comuna Kovalivka, Poltava
Kovalivka (în ucraineană Ковалівка) este o comună în raionul Poltava, regiunea Poltava, Ucraina, formată din satele Andrușkî, Boceanivka, Davîdivka, Hrabînivka, Iijakivka, Kovalivka (reședința), Makuhivka, Sosnivka, Verholî, Zaliznîcine și Zaturîne.

## Demografie
Componența lingvistică a comunei Kovalivka
     Ucraineană (93,69%)
     Rusă (5,54%)
     Alte limbi (0,14%)
Conform recensământului din 2001, majoritatea populației comunei Kovalivka era vorbitoare de ucraineană (93,69%), existând în minoritate și vorbitori de rusă (5,54%).